# Rotronics Wafadrive

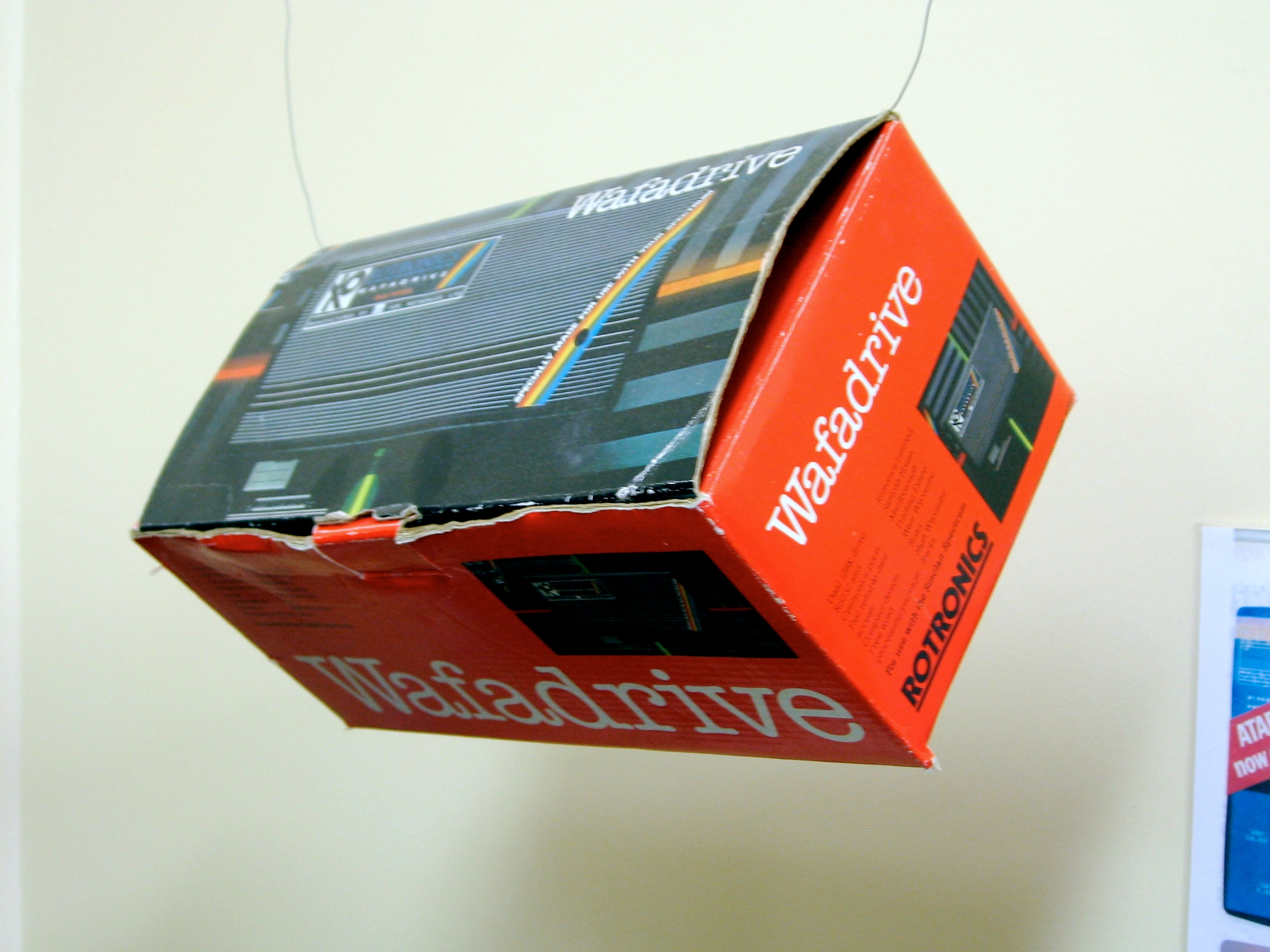
Embalatge de Rotronics Wafadrive.

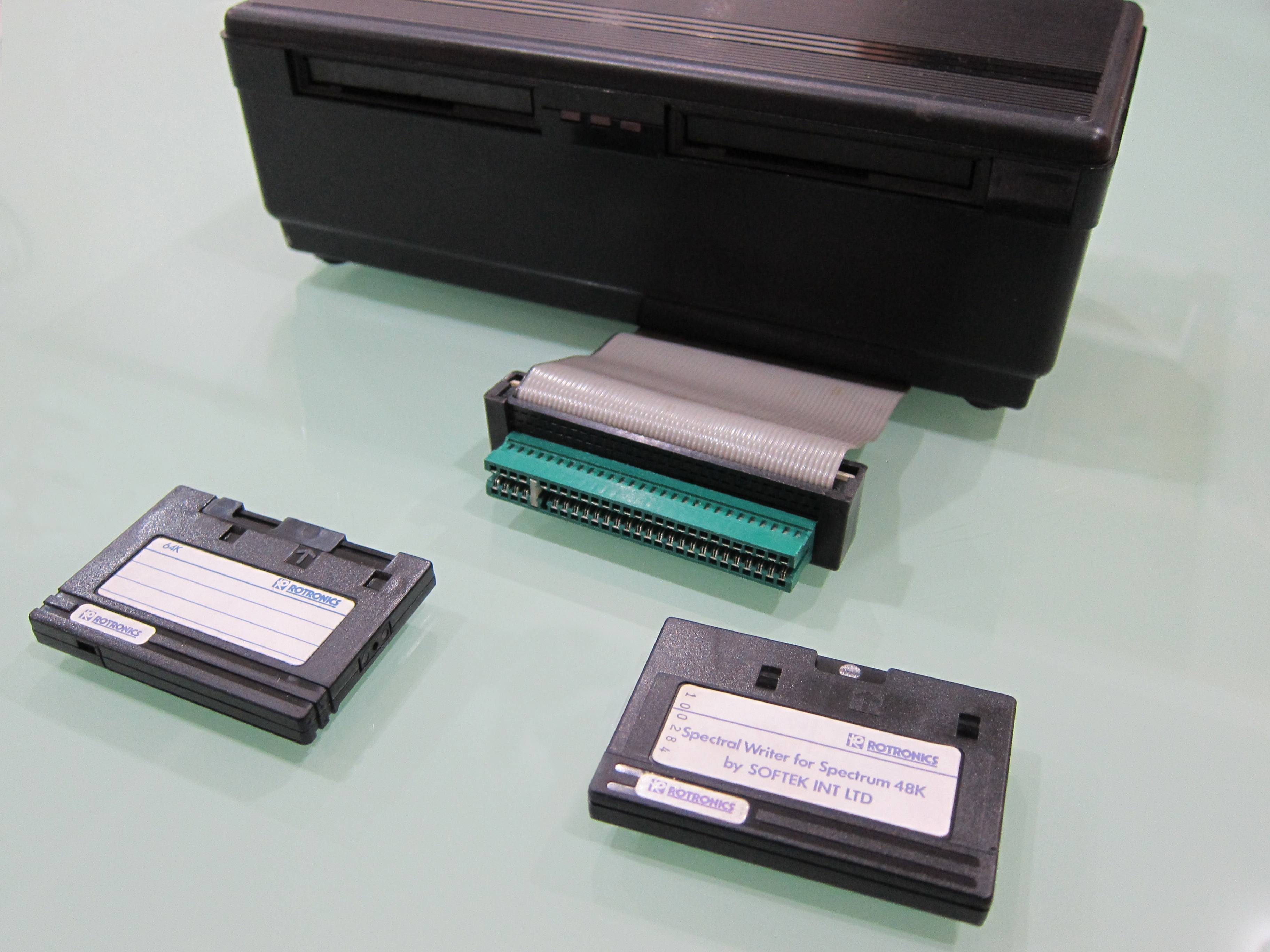
Rotronics Wafadrive amb dos cartutxos (wafers)

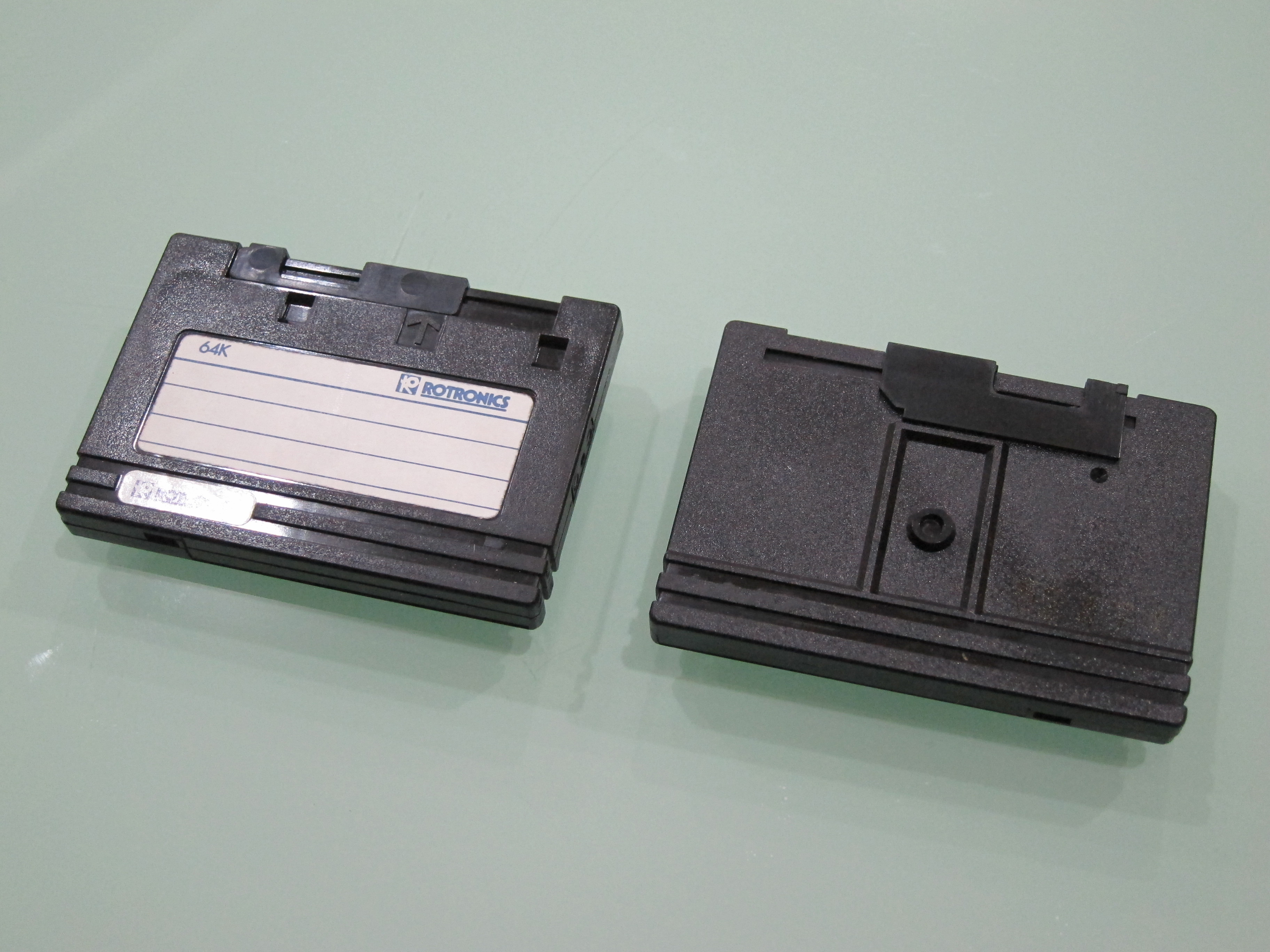
Les dues cares d'un cartutx Rotronics de 64 kB

El Rotronics Wafadrive, llançat a finals del 1984, va ser un perifèric projectat per a ús amb l'ordinador domèstic Sinclair ZX Spectrum i que pretenia competir amb la ZX Interface 1 i el ZX Microdrive produïts per Sinclair.

## Característiques
El Wafadrive consistia en dues unitats de «cinta contínua», una interfície RS-232 i port paral·lel Centronics.
Les unitats podien moure la cinta en dues velocitats: alta, per a recerca seqüencial, i baixa, per a lectura/enregistrament, la qual era significativament més lenta de què a del Microdrive. Els cartutxos (o «wafers»), els mateixos usats als dispositius Entrepo stringy floppy per a altres microordinadors, eren físicament més amples de què els cartutxos del Microdrive. Estaven disponibles en tres diferents capacitats (nominals): 16 KiB, 64 KiB o 128 KiB.
El mateix mecanisme d'accionament, fabricat per la BSR, i els cartutxos, van ser usats en un dispositiu similar conegut com Quick Data Drive (QDD), projectat per connectar-se al port sèrie de l'ordinador domèstic Commodore 64.